# Memecylon amplexicaule
Memecylon amplexicaule är en tvåhjärtbladig växtart som beskrevs av William Roxburgh. Memecylon amplexicaule ingår i släktet Memecylon och familjen Melastomataceae. Inga underarter finns listade i Catalogue of Life.